# Declaración de Indulgencia
La Declaración de Indulgencia (o la Declaración por la libertad de conciencia) fue una declaración promovida por el rey Jacobo II de Inglaterra, el 4 de abril de 1687. Constituyó un primer paso para establecer libertad de culto en Inglaterra. El texto de la declaración fue revisado, el 27 de abril de 1688, por el propio Jacobo, para incluir una ampliación al texto original. La declaración fue anulada el propio 1688, cuando Jacobo fue depuesto durante la Revolución Gloriosa.